# ザーヒリーヤ図書館
ザーヒリーヤ図書館（ザーヒリーヤとしょかん、英: the Zahiriyah library; アラビア語: دار الكتب الظاهرية, ラテン文字転写: Dār al-Kutub al-Ẓāhiriyyat; アラビア語: المكتبة الظاهرية, ラテン文字転写: al-Maktabat al-Ẓāhiriyyat)）は、シリアのダマスクス旧市街にある歴史の古い図書館である。バフリー・マムルーク朝のスルターン・バイバルスの霊廟を中心に発展した学院（マドラサ）の蔵書が、アラブ民族主義を原動力に19世紀末に拡充され、図書館として成立した。バイバルスの墓を覆うクッバの天井は高く、ミフラーブなどにマムルーク朝建築の特徴を示す。「ザーヒリーヤ」の名称はバイバルスの別名マリク・ザーヒルに由来する。

## バイバルスの霊廟と複合施設
ザーヒリーヤ図書館の建物は、ウマイヤ・モスクのバリード門に近いアマーラ地区にある。この建造物は13世紀の建造から19世紀末に至るまでマドラサ、すなわち教育機関として利用されており、ザーヒリーヤ学院（アラビア語: المدرسة الظاهرية, ラテン文字転写: al-Madrasat al-Ẓāhiriyyat）と呼ばれてきた。ザーヒリーヤ学院は、バフリー・マムルーク朝のスルターン・バイバルスの霊廟を覆うクッバ建築である。通常、マムルーク朝期のワクフについては設定の経緯が詳細には知られていないことが多いが、バイバルスがこの地に埋葬され、その霊廟がワクフ財として固定された経緯については比較的具体的なことがわかっている。

### 背景：アッ＝ザーヒル・バイバルス
アッ＝ザーヒル・バイバルス（詳細には、アル＝マリク・アッ＝ザーヒル・ルクン・アッ＝ディーン・バイバルス・アル＝ブンドゥクダーリー）は、歴史的に重要な政治的および軍事的指導者であった。バイバルスはマムルークを支配力の基盤とし、カイロを首都としてエジプトとシリアを長期間にわたって支配したマムルーク朝（1250年 - 1517年）政権の確立に重要な役割を果たした。1260年のアイン・ジャールートの戦いでモンゴルの前進を撃退する中心的な役割を果たした後（しばしば歴史の転換点として引き合いに出されている）、スルタンの地位へと昇った。バイバルスは治世中にレバントの残りの十字軍国家に対する一連の優れた軍事行動を展開し、アンティオキアや有名なクラック・デ・シュヴァリエなどを含む多くの重要な都市や要塞を征服した。そしてその後のこの地域における十字軍支配地の最終的な崩壊への下地を作った。
バイバルスは1277年7月にダマスカスの宮殿（カスル・アル＝アブラクと呼ばれている）において何者かを狙った毒入りの飲料を飲んだ後に急死した。バイバルスの死は秘密にされた上でダマスカスの城砦に一時的に隠され、同時に恒久的な墓所と18歳の息子のアッ＝サイード・バラカへの権力移行の準備が進められた。イブン・ダワーダーリーが伝えるところによれば、バイバルスはダーライヤーの町の近くに埋葬されることを望んでいたものの、バラカはウマイヤ・モスクの近くの、アイユーブ家のスルターン・カーミルやその弟アシュラフ・ムーサーの墓があるあたりに埋葬することを望み、そのことをダマスカスの代官イッズッディーン・アイダミルに書簡で伝えた:37-39。バラカの命令により、ダマスカス総督のアイダムールは、ウマイヤ・モスクに近いアマーラ地区にあるアーディリーヤ・マドラサの裏手に家を購入した。10世紀の詩人の名前にちなんで「アキーキーの家」（Dār al-ʻAqīqī）と呼ばれるこの家は、もともとはサラーフッディーンの父のものであり、サラーフッディーン自身も幼少期にそこで過ごしていた。家はマドラサと霊廟の複合施設に改築され、バラカ自身が1280年に死去した際には父のバイバルスと同じ霊廟に葬られた。

### マドラサと霊廟

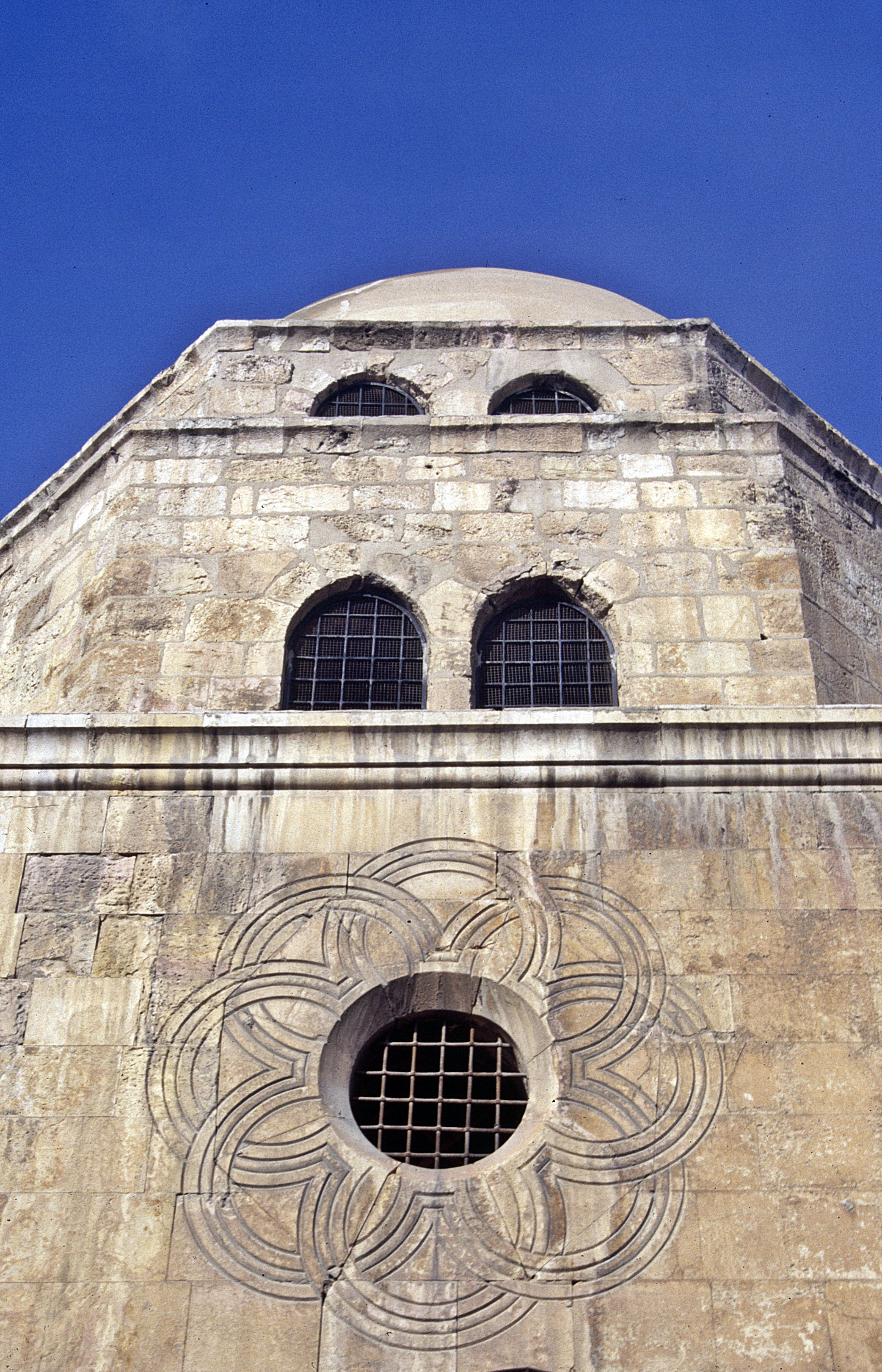
マドラサのドームの外観

複合施設の建設は1277年に始まったものの、完成までには数年を要した。1280年にバラカが死去し、ここに埋葬されたときにはまだ未完成であり、新しいスルタンのマンスール・カラーウーンはその完成を見届ける必要があった。施設は1281年に完成したとみられ、霊廟の装飾はおそらく最後に手掛けられたと考えられている。この施設の建築家はイブン・ガナーイムという名の技術者（ムハンディス）であり、彼は1264年にダマスカスのバイバルスの宮殿であるカスル・アル＝アブラクの建築も担当した:200。
多くの後に続くマムルーク朝の寄進財団と同様に、バイバルスの霊廟とその複合施設は、ワクフ（イスラム法に基づく慈善事業の基金）において説明されている複数の機能を果たした。これには二つのマドラサ（イスラム法の教育機関）、ダール・アル＝ハディース（預言者の言行録を教える学校）、およびスルタンの霊廟（トゥルバと呼ばれる）が含まれていた。複合施設には、石の彫刻が施され、貝殻状の覆いで頂点を形作っているムカルナス（ハニカムまたは鍾乳状の装飾）の広い天蓋を備えた巨大な門が存在する。これはシリアに存在するこの種の建築物で最も完成されたものの一つと考えられている。また、建物の門とその外装は、アブラクとして知られる暗い石と明るい石が相互に積み重なった層状の構造をしている。今日、門と霊廟はこの複合施設における最も保存状態の良い部分となっている。
霊廟は大きなドームで覆われ、その内部は大胆な装飾が施された下部の壁（デイド）に沿った大理石の壁板と、上部の壁に沿ったガラスモザイクの大きなフリーズから成っている。霊廟のモザイクには、霊廟に近いウマイヤ・モスクで発見された、より有名なモザイクを連想させる木々や宮殿の景色が描かれている。しかしながら製作者の職人技はやや質が劣っており、モザイク製作の技術が以前の時代と比較して低下していたことを示唆している。また、ミフラーブ（礼拝の方角を示す壁の窪み）も、幾何学的な葉状の紋様をした大理石のモザイク板の精巧な構図が特徴的となっている。ムカルナスの門（最も初期の例はヌールッディーンのビマリスタン（ヌールッディーンの病院）である）、大理石のデイド、そして（影響は限られているものの）霊廟のモザイクのフリーズは、バイバルス以降のマムルーク朝時代を通じて繰り返し用いられた装飾様式であった。

## 図書館
19世紀末から20世紀初めにかけて、オスマン帝国統治下のシリアはアラブ民族主義の時代であった。ダマスクスでもウラマーの有志の中から、自然科学や数学も学ぶ近代的な学校を設立する運動が起きた。1879年から、このような有志のひとりで、当時20歳代中ごろの若者であったターヒル・ジャザーイリーが、ダマスクスの町に点在するワクフ施設各所に、バラバラに所蔵されている古写本を一か所に集める活動を始めた。ターヒルは2,453点の写本を集め、ザーヒル・バイバルスの霊廟を中心に発展した宗教複合に付設のマドラサに所蔵させて利用可能にした。当該マドラサには13世紀の設立当初から蔵書があった。サイード・バラカの母がマドラサに寄進したものがそれである。
マドラサの蔵書（以後「ザーヒリーヤ図書館」と呼ぶ）は、シリア州政府によって認可され、Kütübhane-i Umumi（「総合図書館」の意）として1880年または1881年に一般に公開された。蔵書の拡大には当時のシリア知事ミドハト・パシャの協力も決定的であったとされる。パシャは、オスマン帝国スルターンから勅許を取り付けて、寄進財である写本を別の所に移す権限を得た。
ザーヒリーヤ図書館はアラブ民族主義の時代のシリア知識人の誇りになった。ターヒルはその後、エルサレムでも同様の活動を行い、ハーリディーヤ図書館の開設に尽力した。図書館は19世紀後半から20世紀前半にかけて蔵書の収集に力を入れ続け、国立図書館となり、同じ時期にシリアで進行していたアラビア文学の復興運動の一翼を担った。
1919年にはダマスカスのアラブ・アカデミーにザーヒリーヤ図書館の管理が委託された。そのコレクションは当時シリアのさまざまな小規模な図書館に保存されていた原稿や写本から成り立ち、1919年から1945年の間にこれらの蔵書はターヒルが収集した2,453点から22,000点に増加した。1949年に出版物の寄託に関する法律が制定され、シリアで出版されたすべての書籍の二部を図書館に寄託することが定められたものの、大統領令によってシリアの著者による出版物の五部を寄託することが義務付けられた1983年7月までこの法律は実施されなかった。この機能はザーヒリーヤ図書館から1984年にシリアの国立図書館となったアル＝アサド図書館（現：シリア国立図書館）へと移った。
原稿・写本部門には13,000点を超える古典的なイスラームに関する文献が含まれ、最も古いものは、アフマド・イブン・ハンバル（780年 - 855年）の『禁欲の書』（Kitab al-zuhd）と『ファダーイルの書』（Kitab al-fada'il）である。その他の重要な蔵書として、イブン・アサーキル（1105年 - 1176年）による『ダマスカス史』（Ta'rikh Dimashq）、イブン・ムハンマド・アル＝ハラウィ（1010年没）による『Al-Jam bayn al-gharibayn』、そしてイブン・クタイバ（828年 - 889年）による『ガリーブ・アル＝ハディース』（Gharib al-hadith）がある。2011年現在、図書館には約100,000点の所蔵があり、13,000点の原稿・写本、および50,000点の定期刊行物が含まれている。